# Lasioglossum imbrex
Lasioglossum imbrex är en biart som först beskrevs av Jason Gibbs 2010. Den ingår i släktet smalbin och familjen vägbin. Arten förekommer i västra Nordamerika.

## Beskrivning
Endast honan av detta bi är känd. Huvud och mellankropp har en dunkel, men metallglänsande, blekblå färg med gulaktiga inslag. Munskölden (clypeus) är svartbrun på den övre delen, mässingsfärgad undertill.  överläppen (labrum) kan hos en del individer vara rödbrun. Mandiblerna (käkarna) är orangefärgade. Vingarna är halvgenomskinliga med blekt gulbruna ribbor. Benen är mörkbruna med rödbrunaktiga fötter. Bakkroppen är mörkbrun, med segmentens bakkanter rödaktiga till gulbrunaktiga, halvgenomskinliga. Arten har vitaktig, relativt gles behåring, som endast delvis täcker underlaget. Underarter med variabel färgteckning har upptäckts; vissa individer kan vara rent gråsvarta. Arten kan bli upp till 12 mm lång.

## Utbredning
Utbredningsområdet omfattar västra Nordamerika från sydligaste delarna av British Columbia och Alberta i Kanada över norra Idaho, Washington, Oregon till västligaste Nevada och Kalifornien i USA..

## Ekologi
Arten är en viktig pollinatör för stenfrukter (bland annat plommonsläktet), blålusern, solros och kärnfrukter (som bland andra äpple, päron, rönnbär och kvitten). Boet grävs ut i marken.